# Aphrodisium gibbicolle
Aphrodisium gibbicolle là một loài bọ cánh cứng trong họ Cerambycidae.